# Diluvicursor
Diluvicursor („povodňový běžec“) byl rod menšího ornitopodního dinosaura, žijícího v období rané křídy (věk alb, asi před 112 miliony let) na území dnešní jihovýchodní Austrálie (lokalita Dinosaur Cove, geologické souvrství Eumeralla). V době života tohoto dinosaura byla Austrálie spojena s Antarktidou a nacházela se touto oblastí až za Jižním polárním kruhem. Diluvicursor tedy patřil mezi tzv. polární dinosaury.

## Objev a popis
Zkameněliny tohoto býložravého ornitopodního dinosaura (holotyp nese označení NMV P221080) byly objeveny v sedimentech říčního koryta. Jednalo se nejspíš o zdechlinu, která již před pohřbením do sedimentu byla z velké části poškozená a jednotlivé její kosti byly rozneseny predátory a mrchožrouty do okolí. Zachovala se proto jen kosterní část dolní končetiny a většina ocasních obratlů. Dochovaný jedinec byl zřejmě nedospělý exemplář, dosahující celkové délky asi 1,2 metru. V dospělosti pravděpodobně dorůstal délky až kolem 2,3 metru.

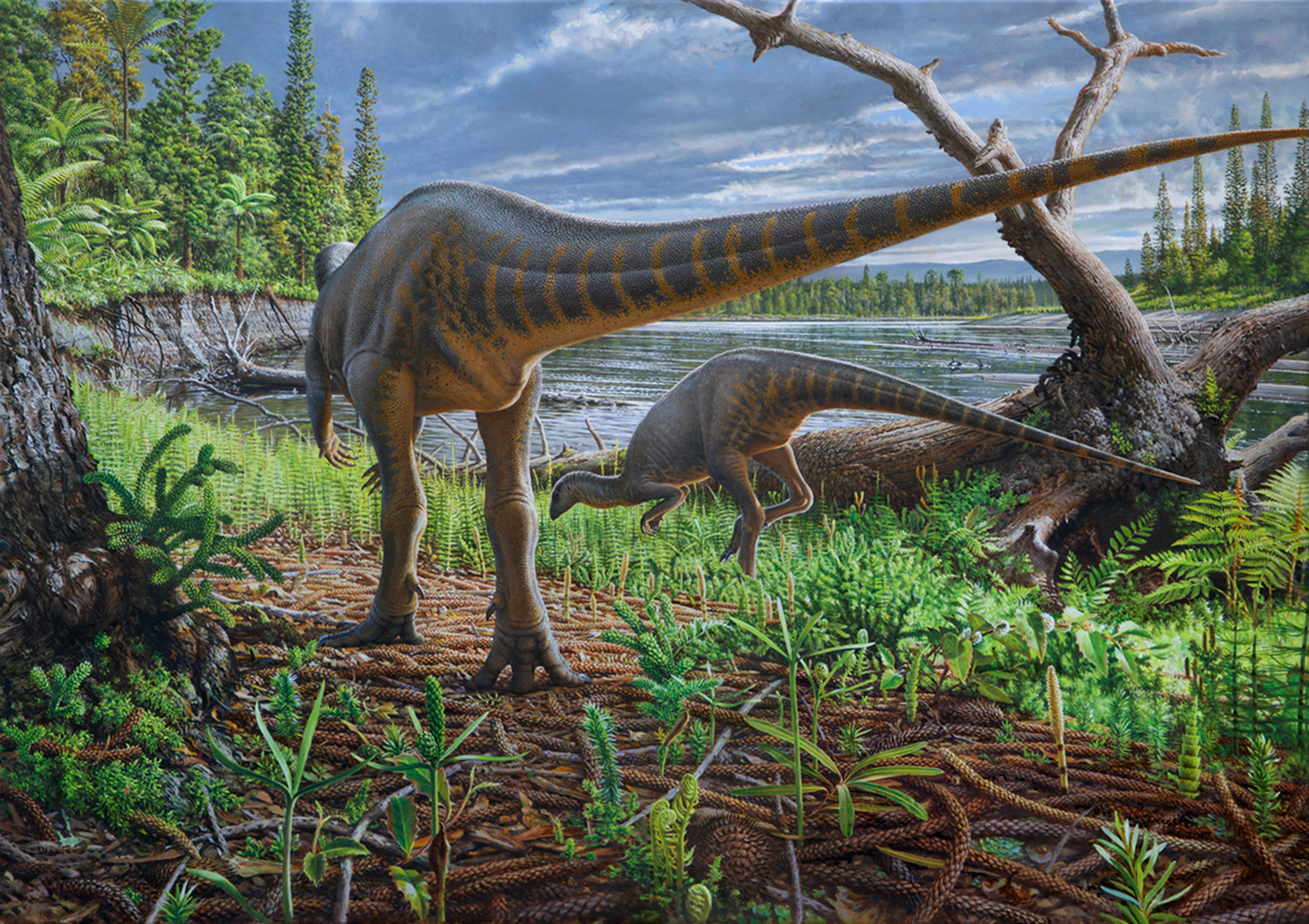
Diluvicursor ve svém přirozeném prostředí (rekonstrukce paleoekosystému).

## Příbuzenství
Fylogenetická analýza neumožnila zjistit přesnější příbuzenské vazby tohoto ornitopoda z kladu Elasmaria. Poměrně blízce příbuznými rody však mohli být ornitopodi Trinisaura, Gasparinisaura, Morrosaurus a Anabisetia.